# Marcelo Rodolfo Méndez

Marcelo Rodolfo Méndez (Buenos Aires, 20 de junio de 1964) es un exjugador de voleibol y entrenador argentino. Jugaba en la posición de central. Actualmente dirige a la Selección de voleibol de Argentina y al Jastrzębski Węgiel de Polonia. Es considerado por muchos aficionados y especialistas como uno de los mejores entrenadores del voleibol mundial.
Ganó un total de diez ligas (una liga argentina, tres ligas españolas y seis ligas brasileñas), además de tres FIVB Men’s Club World Championship (Mundial de Clubes) y siete Sudamericanos de Clubes, entre otros torneos. Dirigió la selección masculina de Argentina que ganó la medalla de bronce en los Juegos Olímpicos de Tokio 2020.
Además, es el técnico más ganador de la historia de la Superliga Brasileña masculina, ganando un total de seis torneos, siendo homenajeado por la Confederación Brasilera de Voleibol por tal hazaña.

## Carrera como jugador
Marcelo Méndez comenzó a jugar al voleibol a la edad de 12 años en el Instituto La Salle de Florida (Vicente López), Provincia de Buenos Aires. Allí permaneció hasta fines de 1981, cuando decidió probar suerte en River Plate, club donde es una eminencia en la disciplina por sus pasajes como jugador y entrenador. 
Marcelo jugaba como central, aunque también incursionó en otras posiciones por algunos partidos como opuesto y punta-receptor.

### Primeros años en River Plate
Cuando llegó a River en 1981, enseguida fue federado e inscrito para jugar con los cadetes (categoría sub-18). Al año siguiente, ya como juvenil (sub-21), fue promovido rápidamente al equipo de primera, jugando tanto con los jóvenes de su edad y el conjunto mayor. Para 1987, Marcelo ya era una de las principales referencias del plantel y, en ese mismo año, fue nombrado capitán.

#### Campeón de la Liga Argentina como jugador
En liga de 1987/1988, River, con Méndez como capitán, fue la gran sorpresa del torneo y se consagró campeón por primera vez en su historia, superando a los favoritos Ferro y Obras de San Juan, en las semifinal y final respectivamente.
Luego de esta gran campaña, muchos de los integrantes del plantel tuvieron la posibilidad de emigrar a Europa, siendo Marcelo uno de ellos. El destino fue Italia, donde permaneció tres años (1988 a 1991).

### Experiencia en Italia (1988-1991)
En septiembre de 1988, Marcelo Méndez, junto a su esposa María Livia, decidió emprender viaje rumbo al Viejo Continente para iniciar su aventura en el voleibol italiano. Allí jugó en Fiat Ammauto de Sala Consilina, provincia de Salerno, donde permaneció dos años. Un dato curioso es que en su última temporada en dicho club, luego de que el entrenador fuera echado, Marcelo, quien era el capitán del equipo, fue designado como entrenador-jugador para disputar los últimos partidos de la campaña.
Para la temporada 1990/1991, Méndez decidió cambiar de aires y se pasó al Polisportiva Jonica de Santa Teresa di Riva, en la provincia de Mesina. Allí permaneció por una temporada antes de regresar a su país de origen.

### Regreso a River Plate y retiro (1991-1992)
Cuando Marcelo regresó de Italia en octubre de 1991, el vóley de River no estaba pasando por su mejor momento ya que, debido a la migración de muchos de sus jugadores, se encontraban en la lucha por no descender. En su última liga como jugador, Mendez ayudó a evitar la pérdida de categoría.
Jugó hasta fines de 1992, cuando la dirigencia del club le propone ser el director técnico del equipo, oferta que Marcelo aceptó y decide ponerle fin a su carrera como jugador. 

## Carrera como entrenador

### Trabajo en categorías inferiores (1986-1991)
En 1986, mientras era jugador de River Plate, Mendez realizó los cursos de entrenador de vóley, siendo nombrado director técnico de la categoría minivoley del mismo club en el que jugaba. Cuando se mudó a Italia, los dirigentes de ambos clubes donde actuó le propusieron a Marcelo hacerse cargo de la categoría sub-18. En Fiat Ammauto, dirigiendo dicha categoría, consiguieron el ascenso de la Serie D a la Serie C. Muchos de los jóvenes que Mendez dirigía eran, también, sus compañeros en el equipo principal.
Además de realizar los cursos de entrenador en Argentina, Marcelo también finalizó estos mismos estudios en Italia.

### River Plate (1992-2004)

#### Dificultades en el comienzo y confianza en las inferiores (1993-1997)
Como mencionado anteriormente, debido a la partida de muchos jugadores del club hacia Europa, Marcelo Mendez pudo darle rodaje a los jóvenes provenientes de las inferiores del club en torneos de primer nivel. En sus comienzos como entrenador de River Plate, Mendez contaba, también, con muchos excompañeros. 
En estos años, debido a la inexperiencia de la mayoría del plantel, alternaron entre la lucha por no descender y poder clasificar a la fase final de los diferentes campeonatos que disputaban. 

#### Primera liga ganada como entrenador y otras conquistas (1997-2000)
En esta época, River se asentó como unos de los clubes más fuertes de la Argentina, siempre hablando de vóley, y vivió su etapa más gloriosa a lo largo de la historia con un equipo armado, en su mayoría, por jugadores formados en las categorías inferiores de la institución.
Entre 1997 y 2000, Marcelo y sus dirigidos se hicieron con un total de tres torneos Metropolitanos (1997, 1999 y 2000), competición que en esos momentos se consideraba casi tan importante como la Liga Argentina de Voleibol.
Para coronar este gran paso y agrandar aún más las vitrinas, River Plate se consagró campeón de la Liga Argentina en la temporada 1998/1999, superando en la final al histórico Club de Amigos por cuatro partidos a dos. De esta forma, Mendez se convierte en uno de los pocos profesionales argentinos en haber conseguido la Liga tanto como jugador así como entrenador, siendo también partícipe de las únicas dos Ligas obtenidas por River en su historia.

#### Crisis en Argentina, el milagro del Luna Park y partida a España (2001-2004)
En estos años, River permaneció siempre luchando por los primeros puestos, llegando a una final de Liga Metropolitana en 2002 y consiguiendo un meritorio tercer puesto en la Liga Argentina de 2003/2004. Además, es muy destacable la consagración del plantel en el Torneo Súper 4 del 2003 disputado en el Luna Park, al cual River clasificó en el último suspiro y superó con categoría al Rojas Scholem de Hugo Conte y en la final al poderosísimo Bolivar de Marcelo Tinelli.
Por otro lado, en Argentina, la Crisis del 2001 estaba acechando al país, por lo que una de las cosas que se veían más afectadas era el deporte. Para noviembre de 2004 Marcelo recibe un llamado de uno de sus exjugadores, el líbero argentino Alexis González, quien estaba actuando en el Son Amar Palma, de Mallorca, preguntado sobre su interés de arribar al equipo de la isla. Posteriormente se comunicaron con Marcelo el capitán del equipo, Miguel Ángel Falasca, y su dueño Damià Seguí. Mendez aceptó y pocos días después se marchó.

### Palma de Mallorca (2004-2009)

#### Son Amar Palma: Primeros años y conquistas en España (2004-2006)
Después de haber recibido los llamados de Alexis González, Miguel Ángel Falasca y Damià Seguí, Marcelo emprendió viaje y arribó a la isla de Mallorca en diciembre del 2004 para afrontar lo que quedaba de la temporada 2004/2005 como asistente técnico del macedonio Vladimir Bogoevski. En dicha temporada conquistaron la Copa del Rey del 2005, batiendo a Numancia Caja Duero en la final por 3-1, y quedaron segundos en la liga, siendo vencidos en la final por el CV Unicaja Almería (Club Voleibol Almería). Por otro lado, realizaron una impecable CEV Cup (Copa CEV), siendo batidos en la final por el poderosísimo Lube Banca Marche Macerata (hoy Lube Civitanova) por tres sets a dos. y es un capo
Para la temporada 2005/2006, el Son Amar Palma confirma como director técnico a Marcelo Mendez, quien decide mantener la base del equipo que contaba con el astro francés Stéphane Antiga, el gran colocador argentino-español Miguel Ángel Falasca, el internacional español José Luis Molto y al opuesto franco-canadiense Sébastien Ruette,  además de su viejo conocido, el líbero Alexis González. Para esa campaña incorporaron también a los centrales Gustavo Porporatto y Volodymyr Titarenko, y al punta-receptor brasileño Rodrigo Freitas. 
De la mano de Méndez, este gran equipo conquistó la triple corona española, vengándose del CV Unicaja Almería en las finales de la Supercopa y de la Copa, y venciendo a Numancia Caja Duero en la final de la Superliga Española por tres partidos a uno, además de haber quedado a un set de conquistar la Top Teams Cup (actual Copa Cev), luego de haber hecho una gran campaña y haber perdido la final frente a la Copra Piacenza por 3-2, que contaba en ese momento con jugadores de la talla de Nikola Grbić, Leonel Marshall y Sergio Dutra Santos (Serginho), entre otros.

#### Drac Palma: Cambio de patrocinador y más conquistas (2006-2008)
Luego de tantos años de aporte al equipo y al voleibol balear, Damià Seguí decide dar un paso al costado y dejar de invertir en el equipo, convirtiéndose en un aficionado y seguidor del equipo de Mallorca. En su lugar toma las riendas la constructora Drac, y el equipo pasa a llamarse Drac Palma. 
Gracias a esto, Marcelo consiguió mantener la base del equipo, además de sumar a jugadores de la talla como el opuesto Guillermo Falasca, hermano de Miguel Ángel, además de piezas que fueron clave como Manuel Sevillano, Enrique De La Fuente, Johannes Paulides, Vinicius Mendes, entre otros. Además, el equipo contaba con la base del seleccionado español que se consagró campeón del Campeonato Europeo de Voleibol Masculino de 2007.
En estos dos años siguieron los triunfos y el balance fue muy positivo: dos Superligas Españolas (ambas ganadas frente al CV Unicaja Almería) y una Supercopa de España.
Además, el equipo logró una marca histórica en la Champions League (voleibol masculino) de 2006/2007, finalizando en el sexto lugar, mejor marca para un club español en dicha competición (aún vigente). En la Champions vencieron a grandes equipos, entre ellos el conjunto ruso Belogori'e Bélgorod y el polaco Skra Bełchatów (en octavos de final). El equipo se perfilaba como un claro candidato a llegar a las semifinales, pero la lesión del francés Stéphane Antiga mermó sus opciones y fueron superados por el Tours VB, de Francia.

#### Palma Volley: Crisis en España y última temporada (2008-2009)
Debido a la crisis mundial de 2008, la constructora Drac se declaró en bancarrota y dejó de patrocinar al equipo masculino de vóley de la isla, pasándose a llamar Palma Volley luego de fusionarse con el conjunto femenino de Mallorca, el CV Ícaro. 
Debido a la gran baja de presupuesto, Mendez tuvo que armar un equipo totalmente diferente, perdiendo piezas que fueron clave en temporadas anteriores. Supieron reinventarse y realizaron grandes contrataciones, como los argentinos Leandro Concina y Diego Stepanenko, el colocador italiano Paolo Torre, el joven central español Jorge Fernández Valcárcel (actualmente internacional con España), además de mantener a un fijo de la Selección de España como Manuel Sevillano y darle la titularidad a la sorpresa de esa edición de la Superliga, el opuesto Ibán Pérez.
La temporada empezó de gran manera luego de conquistar la Supercopa Española 2008 y superar la fase de grupos de la Champions League, aunque la crisis siguió afectando a España y ante la falta de pagos, el club perdió a dos de sus mejores jugadores (Paolo Torre y Leandro Concina) en diciembre. Esto significó la necesidad de Marcelo en encontrar jugadores para poder continuar los entrenamientos con normalidad, dándole así la oportunidad a su hijo Nicolás Méndez (actualmente internacional con la Selección Argentina), que por aquel entonces tenía tan solo 16 años recién cumplidos. 
La temporada continuó, fueron eliminados en octavos de final de la Champions por la constelación de la Sisley Treviso, de Italia, y perdieron en la semifinal de Superliga Española frente al CV Unicaja Almería por tres partidos a dos. Más allá de los problemas económicos y la falta de pagos, esta temporada significó la posibilidad de mostrar su valía a jugadores que no tenían tanto protagonismo en el voleibol de alto nivel y conseguir así mejores contratos en temporadas posteriores.

### Montes Claros Funadem (2009)
Luego de su exitoso paso por Europa, Marcelo fue contactado por Geraldo Maciel Neto, representante de jugadores y entrenadores, para ser el director técnico del Montes Claros Funadem, proyecto reciente que estaba dando sus primeros pasos en el voleibol brasileño. 
Al haber sido contratado en el mes de julio, todos los equipos ya habían realizados sus respectivas incorporaciones, por lo que Mendez tuvo que recurrir a jugadores brasileños que se encontraban en el exterior, otros que buscaban reivindicarse o tener mayor protagonismo, y jóvenes promesas. Entre estos se encuentran Fabricio Dias (hoy es el máximo anotador de la historia de la Superliga Brasileña), Tiago Brendle (actualmente internacional con Brasil), Rodrigo Leme, Ezinho, Diogo, entre otros.

#### Primera impresión en Brasil y primeros campeonatos
Al ser un proyecto recién comenzado, y al ser Montes Claros una ciudad alejada de las grandes metrópolis, y a pesar de tener muchos habitantes (400 mil), la infraestructura y las instalaciones de entrenamiento del equipo eran precarias, por lo que Mendez y sus dirigidos tuvieron que realizar la pretemporada en una plaza de la ciudad hasta que el gimnasio se encuentre en condiciones de ser utilizado. 
Más allá de los problemas extradeportivos y un comienzo irregular en el Campeonato Mineiro, una vez llegado los Playoffs de dicha competencia, el equipo creció y se impuso en la semifinal ante Sada Cruzeiro (próximo equipo de Mendez) y en la final frente al histórico Vivo Minas, venciendo a este último en su propia casa (por tres sets a dos) y luego de ir perdiendo por amplia ventaja.
Vale destacar que semanas antes a que se jueguen las finales del Mineiro, Montes Claros se había adjudicado a sus vitrinas el Desafío Globo Minas luego de vencer a sus posteriores víctimas, el Minas Tenis Clube y el Sada Cruzeiro, además de batir al campeón de la última edición de la Superliga, el CIMED de Florianópolis.
Marcelo Mendez permaneció tan solo cuatro meses en Montes Claros, mostrando su capacidad ganadora y de llevar a que sus jugadores jueguen al máximo, triunfando así en los únicos dos campeonatos oficiales en que comandó al equipo del norte de Minas Gerais, y siendo hasta hoy en día los únicos trofeos que posee el proyecto.

### Sada Cruzeiro (2009-2021)
Antes del comienzo de la Superliga Brasileña, y visto el buen desempeño demostrado por el Montes Claros Funadem, el italiano Vittorio Medioli, dueño del, en ese entonces, prometedor proyecto llamado Sada Cruzeiro, decidió echar al que era el entrenador, Talmo Oliveira, y confiar en el argentino que estaba comandando a la sorpresa del comienzo de la temporada, Marcelo Mendez, pagando una multa rescisoria para poder contar con sus servicios. 
Algo muy destacable de esta etapa de Marcelo Mendez en el Sada Cruzeiro, y siguiendo su ideología de trabajo, fue la constante búsqueda e insistencia en las inferiores, convirtiendo a este proyecto en una de las categorías de base más fuerte del país, dando lugar al surgimiento y crecimiento de jugadores que hoy son parte del equipo mayor, otros hacen parte de diferentes elencos tanto de las Superliga A y Superliga B, así como de otras ligas del mundo, hasta formó jugadores que hacen parte de la selección nacional.

#### Adaptación al club y aparición de Wallace (2009-2010)
En su primera temporada en Sada Cruzeiro, Marcelo y sus nuevos dirigidos realizaron una buena fase regular y finalizaron en la segunda colocación. La edición 2009/2010 de la Superliga fue muy desgastante, pues contó con 17 equipos, algo poco común en el voleibol, lo cual significó que la mayoría de los equipos cuenten con muchas lesiones a lo largo de la temporada y no lleguen a la fase final en las mejores condiciones.
Ya en los playoffs, Sada Cruzeiro se impuso en los cuartos de final frente a su víctima favorita y clásico rival, el Vivo Minas, pero fueron vencidos en las semifinales por su antiguo equipo, el Montes Claros Funadem. 
Al llegar al club, Mendez percibió que entre sus jugadores se encontraba un joven Wallace (hoy en día es la principal figura de la selección brasileña), opuesto de muchísimo potencial que por aquel entonces era suplente. Marcelo le dio la titularidad desde el primer partido, convirtiéndose Wallace en una pieza inamovible en el equipo en esta temporada y posteriores.

#### Construcción del club más ganador y su primera Superliga (2010-2012)
Finalizada su primera temporada al frente del Sada Cruzeiro, Marcelo Mendez tiene la oportunidad de darle su identidad al equipo y convertirlo en un proyecto victorioso, tal y como Medioli lo imaginaba. Mendez realizó algunos ajustes en su comisión técnica, la cual lo acompaña hasta hoy en día en el club, en su mayoría, y se tornaron una parte importante en los sucesos obtenidos a lo largo de estos últimos años.
Para la temporada 2010/2011, Marcelo decide contar con un elenco completamente renovado, permaneciendo solamente el, antes mencionado, opuesto Wallace y el central Douglas Cordeiro. A ellos se les sumaron las contrataciones de William Arjona, Sergio Seixas y Filipe Ferraz, la base de jugadores que serían de gran importancia para las conquistas posteriores, además de otros jugadores. 
Para esta campaña, obtienen el Campeonato Mineiro 2010, ganándole una vez más a Vivo Minas en la final, y, compitiendo contra equipos de mayor presupuesto, consiguen llegar a la final de la Superliga, enfrentándose en esta instancia al Sesi SP de Sergio Dutra Santos (Serginho), Murilo Endres y compañía. El encuentro fue a partido único, en el Mineirinho, y fueron superados por tres sets a uno.
El balance fue muy positivo, por lo que Marcelo decide y consigue mantener el elenco para la temporada 2011/2012, sumando las contrataciones de la joven promesa Mauricio Borges (actualmente internacional con Brasil) y al cubano Yadier Sánchez. 
Fue una temporada exitosa, obteniendo una vez más el Campeonato Mineiro 2011 (frente a Vivo Minas en la final, otra vez), y la edición 2011/2012 de la Superliga (la primera en la historia del Sada Cruzeiro), venciendo en la final a Volei Futuro en São Bernardo (SP), por tres sets a uno.

#### Sada Cruzeiro, el campeón de todo (2013-2018)
Ya asentado en Belo Horizonte, Marcelo Mendez continúa dándole forma al equipo, contratando a Yoandy Leal, cubano que, debido a restricciones impuestas por su país, venía de dos años de inactividad total. Luego de un tiempo, este se convirtió en una pieza clave en el elenco de Mendez, convirtiéndose en uno de los mejores jugadores del mundo y tornándose en uno de los favoritos de la afición rápidamente.
La temporada 2012/2013 continuó con la sana costumbre, venciendo una vez más el Campeonato Mineiro, pero con la novedad de la obtención del Campeonato Sudamericano de Clubes 2012, disputado en Linares (Chile), superan en la final a UPCN Vóley (Argentina), y un histórico segundo puesto en el FIVB Men’s Club World Championship 2012, disputado en Doha (Catar), siendo vencidos en la final por el conjunto italiano Itas Diatec Trentino (máximo ganador del Mundial de Clubes). Por otro lado, luego de una gran campaña en la Superliga, fueron superados en la final por el millonario RJX de Río de Janeiro por tres sets a dos, derrota que serviría para convertirse en el equipo más ganador de la historia de Brasil, y uno de los más vencedores del mundo.
Fue entonces que, para la temporada 2013/2014, Sada Cruzeiro incorpora a los centrales Éder Carbonera e Isac Viana, formando un siete inicial de ensueño, consiguiendo el respeto y la admiración del mundo entero, convirtiéndose en el equipo más ganador en el mundo por aquellos años. Los dirigidos de Mendez formaban así: Wallace (opuesto), William Arjona (colocador), Éder Carbonera (central), Isac Viana (central), Yoandy Leal (punta receptor), Filipe Ferraz (punta receptor), Sergio Seixas (líbero).
Resumiendo, Sada Cruzeiro obtuvo en estos años innumerables conquistas y, como mencionado anteriormente, se convirtió en el equipo más ganador en el mundo por ese entonces, permaneciendo como el equipo a batir en Brasil hasta hoy en día. Con estos siete titulares, el club ganó: dos FIVB Men’s Club World Championship (2013 y 2015), tres Superligas (2013/2014, 2014/2015 y 2015/2016), dos Sudamericanos de Clubes (2014 y 2016), dos Copas de Brasil (2014 y 2016), una Supercopa de Brasil (2015) y tres Campeonatos Mineiro (2013, 2014 y 2015). 
Se destaca las obtenciones de la FIVB Men’s Club World Championship 2013, convirtiéndose en el primer equipo no europeo en vencer en dicha competición, y 2015, superando en la final al temido y hasta entonces imbatido Zenit Kazan, el cual contaba con Wilfredo León, Matt Anderson y Maxim Mikhaylov en sus filas.
Las constantes victorias y grandes actuaciones de los jugadores significó el interés de otros clubes por sus servicios, dando lugar a la partida de Wallace para Taubaté y de Éder Carbonera hacia Sesi-SP. Estos fueron reemplazados con mucha altura por el opuesto Evandro Guerra y el central cubano Robertlandy Simón, el cual es considerado como uno de los mejores jugadores de la historia del voleibol. 
A pesar de la pérdida de estos jugadores, Sada Cruzeiro, una vez más, consigue ser “el campeón de todo”. En la temporada 2016/2017, el club agregó a sus vitrinas el FIVB Men’s Club World Championship 2016, superando nuevamente al poderoso Zenit Kazan, la Superliga de dicha temporada, el Sudamericano de Clubes 2017, la Supercopa de 2016, además del Campeonato Mineiro 2016.
Para la temporada 2017/2018, William Arjona decide no renovar en Sada Cruzeiro y cambia los colores de la camiseta por los de Sesi-SP. Para muchos especialistas, esta pérdida podía llegar a significar una caída en el rendimiento del equipo. Pero la ausencia de William fue superada con creces por el colocador argentino Nicolás Uriarte, quien llegaba del SKRA Belchatow de Polonia. Marcelo y sus comandados se adjudicaron en esta temporada la Superliga y la Copa (ganándole ambas finales a Sesi-SP), así como la Supercopa de Brasil 2017, el Campeonato Mineiro 2017 y el Sudamericano de Clubes 2018. Además, realizaron un gran papel en el FIVB Men’s Club World Championship 2017, batiendo a grandes potencias europeas y finalizando en el tercer lugar.

#### La reconstrucción (2018-2021)
Luego de haber ganado tantos campeonatos a lo largo de estos años, como es normal, varios jugadores buscaron nuevos aires. Uno de ellos fue el cubano Yoandy Leal, quien llegó como una joven promesa y se marcha al poderoso Lube Civitanova como uno de los mejores jugadores del mundo, además de nacionalizarse brasileño y convertirse en un fijo de la selección. Pero el problema llegó cuando inesperadamente, con aún un año de contrato por delante y el elenco ya montado, el central Roberlandy Simón decide no cumplir con su contrato y marcharse, también, a la Lube Civitanova.
Para reemplazar la marcha de los cubanos en la temporada 2018/2019, Sada Cruzeiro recurrió a las contrataciones de la estrella estadounidense Taylor Sander y el internacional francés Kévin Le Roux. Para esta campaña el club decide confiar en Fernando Kreling como su colocador, de tan solo 22 años en aquel entonces. Hoy en día sigue siendo el armador titular de Sada Cruzeiro y una de las principales variantes para su posición en la selección brasileña.
A pesar de los cambios, Mendez y su elenco supieron imponerse y adjudicar tres títulos a las vitrinas del club: el Campeonato Mineiro 2018, la Copa de Brasil 2019 y el Sudamericano de Clubes 2019. Por otro lado, no contaron con la misma suerte en los playoffs de la Superliga, siendo eliminados por el buen elenco de Taubaté.
Ya para la temporada 2019/2020, Marcelo consigue montar un elenco aún más fuerte con las contrataciones del argentino Facundo Conte, del canadiense John Gordon Perrin y del central Otavio, además de mantener a Isac Viana (uno de los históricos) como central titular, alternando a los opuestos Evandro Guerra y Luan Weber, y contando con un Fernando Kreling más maduro. 
El proyecto continuó por la senda de los triunfos y, tras una gran actuación colectiva, campeonaron en el Mineiro 2019, la Copa de Brasil 2020 y el Sudamericano de Clubes 2020, además de realizar una sorpresiva actuación en el FIVB Men’s Club World Championship 2019, superando en las semifinales, una vez más, al Zenit Kazan, y perdiendo de manera ajustada frente a la Lube Civitanova en la final.
El equipo se perfilaba a pelear por el título de la Superliga palmo a palmo con Taubaté pero, debido al COVID-19, y la suspensión y posterior cancelación del torneo, no saldrá un campeón esta temporada.
En su última temporada al frente del Sada Cruzeiro, la 2020/2021, Sada Cruzeiro perdió algunas piezas en su elenco, pero las repuso con la llegada del opuesto internacional Alan Souza y del cubano, ex-UPCN, Miguel López. Marcelo y sus comandados consiguieron dos títulos: el Campeonato Mineiro 2020 y la Copa Brasil 2021. Aunque no corrieron con la misma suerte en la Superliga 2020/2021, donde luego de una gran fase regular cayeron frente a un sorprendente Itapetininga en cuartos de final. 
Luego de llegar a un acuerdo por ambas partes, según fuentes oficiales, Marcelo Mendez y Sada Cruzeiro deciden ponerle fin a un vínculo de 12 años repleto de victorias y conquistas, en un proyecto considerado como unos de los más ganadores de la historia del voleibol brasileño y mundial. 

## Selección de España
Luego de obtener grandes resultados en su club, se presenta a Marcelo la oportunidad de convertirse en el director técnico de la Selección de voleibol de España, la cual venía de ser campeona del Campeonato Europeo de Voleibol Masculino de 2007 con el entrenador italiano (y amigo de Marcelo Mendez) Andrea Anastasi, quien se marchó a la Selección de Italia, dejando su cargo vacante.
Mendez encontró en la selección la base de jugadores que entrenaba en el club, piezas como: Miguel Ángel Falasca, Guillermo Falasca, José Luis Moltó, Julián García-Torres, Manuel Sevillano, Enrique De La Fuente e Ibán Pérez.

### Resultado histórico World Cup – Japón 2007
En su primer campeonato oficial al frente de la selección española, la FIVB Volleyball Men’s World Cup, Méndez y sus dirigidos acaban el campeonato con un saldo positivo de siete victorias y cuatro derrotas, superando en estos partidos a una gran potencia como lo es Estados Unidos, selección que luego se consagraría campeona olímpica en Beijing 2008.
Debido al buen desempeño, España finalizó la World Cup en la quinta colocación, resultado histórico para voleibol español, siendo esta la mejor marca para el país en toda su historia, finalizando por debajo de, apenas, selecciones de gran calibre como Brasil, Rusia, Bulgaria y Estados Unidos.

### A un paso de Beijing 2008 en el preolímpico europeo
A los Juegos Olímpicos solamente clasifican un total de 12 selecciones, y los cupos para cada continente son muy limitados. Por lo que para las selecciones europeas es casi una odisea llegar a los JJOO a través de su clasificatorio, debido a las grandes potencias que participan de este preolímpico, y tan solo consigue clasificar la campeona.
En el Preolímpico Europeo de 2008 España realizó un gran papel, venciendo en la fase de grupos a dos selecciones fortísimas, como lo eran (y son) la Italia de Anastasi y Polonia de Raúl Lozano. Luego, la selección de Mendez no tuvo problemas para superar en la semifinal a Finlandia, imponiéndose por tres sets a uno.
Llegada la final, España debía enfrentarse a Serbia, selección que contaba con el colocador Nikola Grbić y uno de los mejores opuestos de la historia del voleibol, Ivan Miljković. El duelo entre estas dos selecciones fue una gran batalla, aunque la suerte le sonrió a Serbia, quien se quedó con el encuentro y la clasificación a los Juegos Olímpicos después de vencer por tres sets a dos.
Luego de realizar un gran campeonato, la injusticia del clasificatorio europeo, y quedar a tan solo dos puntos de Beijing 2008, el plantel debía regresar al país con las manos vacías.

### World League 2008
Después de realizar una gran World Cup y haber quedado a tan solo un paso de hacerse con el dificilísimo Preolímpico Europeo, la selección española llegaba no muy motivada a la (World League 2008), competición en la que España compartió grupo con Estados Unidos, Bulgaria y Finlandia.
El combinado español acabó el torneo con nueve derrotas y tres victorias (frente a Finlandia dos veces y Bulgaria una vez), finalizando cuarta en su grupo. Este fue el último campeonato en el que Mendez estuvo al mando de España. 

## Selección de Argentina
El 19 de mayo de 2018, la FeVA anuncia la contratación de Marcelo Rodolfo Mendez como el nuevo entrenador de la Selección Masculina de Voleibol, en reemplazo de Julio Velasco. 
Para algunos especialistas, por resultados y conquistas, el ciclo de Mendez debería haber comenzado hace algunos años. Por lo que en 2018, la elección de Marcelo como entrenador de Argentina fue unanimidad entre los dirigentes de la FeVA y su presidente, Juan Antonio Gutiérrez. Llegaron al acuerdo de comandar la selección de manera “part-time”, estando al frente de la Selección de voleibol de Argentina y del Sada Cruzeiro al mismo tiempo.
Rápidamente, Marcelo se rodeó de personas de confianza en su comisión técnica y de grandes profesionales para trabajar no solo por el presente del voleibol argentino, así como también pensando en el futuro, buscando invertir en las categorías inferiores, dando lugar a los más jóvenes en la selección principal, y realizando programas de captación para encontrar jóvenes promesas en todo el país.

### VNL 2019
En su primera participación al mando de Argentina, Mendez y sus dirigidos realizaron una gran VNL 2019 (Liga de las Naciones), finalizando en la séptima colocación (de un total de 16 equipos), a tan solo un puesto de clasificar a la fase final de la competición, y con un saldo positivo (ocho victorias y siete derrotas).
En la VNL, Marcelo consiguió dar rodaje a todos los jugadores (14) y no repitió en ningún encuentro la formación inicial, rindiendo estos a un gran nivel y demostrando estar en buena forma y a la altura de las circunstancias. Obtuvieron grandes victorias, dando destaque al 3-0 a Bulgaria, al 1-3 a Francia (en Cannes, Francia), al 1-3 a Italia (en Milán, Italia) y al 3-0 a Serbia.
Su participación en la VNL 2019 sirvió para terminar de conocer a sus dirigidos y limar algunos detalles de cara al gran objetivo de su primera temporada: clasificar a los Juegos Olímpicos de Tokio 2020 en primera instancia, en el Preolímpico Mundial.

### Campeones Juegos Panamericanos – Lima 2019
Debido a la superposición de torneos y sobrecarga en el calendario, Mendez armó una lista de 35 atletas para poder disputar de igual a igual en todos los frentes, siendo el Preolímpico Mundial y los Juegos Panamericanos de 2019 sus prioridades. Justamente ambos torneos tenían fechas muy próximas, por lo que era inviable jugar todo con el mismo equipo.
Por lo tanto, Marcelo envió a un grupo de jugadores encabezados por su asistente, y amigo, Horacio Dileo, a disputar los Juegos Panamericanos, en Lima, Perú. Se trató de un grupo más joven, pero con muchísimo talento, que supo ser más que las otras selecciones y, con cierta holgura, se hicieron con la medalla de oro superando a Cuba en la final.

### Clasificación a Tokio 2020 – Preolímpico Mundial en China
Cuando Marcelo Mendez arribó a la selección, y como mencionado anteriormente, declaró que su principal objetivo era clasificar a la Selección Argentina a Tokio 2020 en primera instancia. Meta cumplida con creces luego de haber triunfado en el Preolímpico Mundial jugado en China, superando a una buena selección como lo es Canadá, a Finlandia y, por último, al local.
En menos de una semana, Mendez, su comisión técnica y los 35 jugadores cumplieron con los objetivos trazados antes de emprender este ciclo, demostrando que hay mucha calidad y talento en el país.

### Sudamericano 2019 y World Cup – Japón 2019
Luego de haber cumplido con la clasificación a los JJOO y de haber jugado muchos partidos en poco tiempo, Marcelo decidió liberar a algunos jugadores para que dispongan de un tiempo de descanso y no tengan que presentarse a sus clubes con problemas físicos. Esto dio lugar a que los más jóvenes, en su mayoría campeones panamericanos, hagan parte de la lista de atletas a disputar el Campeonato Sudamericano de Voleibol Masculino de 2019 y la World Cup.
En el Sudamericano 2019 Argentina casi da el batacazo cuando llegó a la final y cayó por tres sets a dos frente a Brasil, que contó con casi todas sus estrellas. Argentina, que contaba con jugadores menores de 23 años, en su mayoría, demostraba y se preparaba para jugar de igual a igual ante las grandes potencias en la FIVB Volleyball Men’s World Cup Japan 2019.
En dicho torneo, Argentina sorprendió y cuajó una gran actuación, finalizando en el quinto lugar (saldo de seis victorias y cinco derrotas), venciendo a la constelación de Estados Unidos, una vez más a Canadá y a Rusia, entre otras selecciones.

### VNL 2021
Luego de un año (2020) sin competiciones internacionales para la Selección Argentina debido a la suspensión de varios torneos a causa de la pandemia Covid-19, la VNL 2021 era la primera cita después de un largo tiempo.  
Luego de una preparación de un mes y medio en el CeNARD, entre los dirigidos por Mendez hubo tres casos de Covid positivo y seis casos estrecho días antes de partir para Rímini, Italia, lo cual provocó que Argentina viaje con tan solo 9 atletas de un total de 18. Esto provocó que el conjunto albiceleste no encuentre regularidad en su juego en el comienzo del torneo y no despliegue el buen juego demostrado en el 2019.  
Para el tramo final de la VNL arribaron los jugadores afectados por el Covid-19, elevando el nivel de la Selección en el campeonato y consiguiendo importantes victorias para finalizar la liga en un meritorio noveno lugar (de 16). 

### Medalla de bronce en Tokio 2020
Luego de más de 70 días fuera del país, Marcelo Mendez y su Selección Argentina consiguieron la medalla de bronce en los Juegos Olímpicos de Tokio 2020 (realizados en 2021), igualando así un hito histórico para el voleibol argentino, como lo fue la medalla de bronce obtenida por el mismo combinado pero en los Juegos Olímpicos de Seúl 1988. 
Para conseguir la tan ansiada presea debieron superar el llamado “grupo de la muerte”, perdiendo sus dos primeros partidos frente al Comité Olímpico Ruso (1-3) y Brasil (2-3), y recuperándose con victorias frente a Francia (3-2), Túnez (3-2) y Estados Unidos (3-0), dejando al conjunto norteamericano fuera de los JJOO y clasificando a los cuartos de final en el tercer lugar. 
En la siguiente instancia, Argentina enfrentó a la favorita Italia de Ivan Zaytsev y el cubano-italiano Osmany Juantorena, entre tantas otras estrellas, superándola en un auténtico partidazo (3-2) y dejándola fuera de competición. Un dato no menos relevante, ya que Italia no quedaba fuera de las semifinales de unos Juegos Olímpicos desde Barcelona 1992. Por otro lado, Argentina se metía entre los cuatro mejores de los JJOO, algo que no pasaba desde los Juegos Olímpicos de Sídney 2000. 
En las semifinales, Argentina se enfrentaría a la potente Francia de Earvin Ngapeth, poseedores de una generación envidiable, campeona europea en el 2015 y de la World League 2017, quienes venían de eliminar a la candidata Polonia en cuartos de final. Frente a Argentina, los franceses se impusieron 3-0, demostrando todo su poderío en ataque y anulando el gran juego que venían mostrando los argentinos y metiéndose en la gran final. A la postre Francia se consagraría campeona olímpica superando al Comité Olímpico Ruso por 3 sets a 2. 
En la disputa por la medalla de bronce, Argentina se enfrentaría Brasil, reeditando el clásico sudamericano que se dio por la disputa de la misma medalla, pero en los JJOO de 1988. Argentina, fiel a su estilo aguerrido y “valiente”, pero ahora también con una propuesta de juego agresivo tanto desde el saque como desde el ataque, superó a Brasil 3 a 2, poniéndole fin a dos rachas: a la sequía de 33 años de podios olímpicos por parte del combinado albiceleste; y quitándole a Brasil la posibilidad de conseguir su cuarto podio olímpico de manera consecutiva (oro en Atenas 2004 y en Río 2016, plata en Pequín 2008 y en Londres 2012).

## Palmarés

### Como entrenador

#### Campeonatos nacionales
| Título              | Club               | Ciudad           | Año       |
| ------------------- | ------------------ | ---------------- | --------- |
| Liga Argentina      | River Plate        | Buenos Aires     | 1998/1999 |
| Superliga Española  | Son Amar Palma     | Soria            | 2005/2006 |
| Superliga Española  | Drac Palma         | Almería          | 2006/2007 |
| Superliga Española  | Drac Palma         | Almería          | 2007/2008 |
| Superliga Brasileña | Sada Cruzeiro      | São Bernardo     | 2011/2012 |
| Superliga Brasileña | Sada Cruzeiro      | Belo Horizonte   | 2013/2014 |
| Superliga Brasileña | Sada Cruzeiro      | Belo Horizonte   | 2014/2015 |
| Superliga Brasileña | Sada Cruzeiro      | Brasilia         | 2015/2016 |
| Superliga Brasileña | Sada Cruzeiro      | Belo Horizonte   | 2016/2017 |
| Superliga Brasileña | Sada Cruzeiro      | Belo Horizonte   | 2017/2018 |
| PlusLiga Polaca     | Jastrzębski Węgiel | Jastrzębie-Zdrój | 2022/2023 |
| PlusLiga Polaca     | Jastrzębski Węgiel | Jastrzębie-Zdrój | 2023/2024 |

#### Copas nacionales
| Título               | Club                 | Ciudad         | Año  |
| -------------------- | -------------------- | -------------- | ---- |
| Torneo Súper 4       | River Plate          | Buenos Aires   | 2003 |
| Copa del Rey         | Son Amar Palma Palma | Palma          | 2006 |
| Copa Brasil          | Sada Cruzeiro        | Maringa        | 2014 |
| Supercopa de Brasil  | Sada Cruzeiro        | Itapetininga   | 2015 |
| Supercopa de Brasil  | Sada Cruzeiro        | Fortaleza      | 2016 |
| Copa Brasil          | Sada Cruzeiro        | Campinas       | 2016 |
| Supercopa de Brasil  | Sada Cruzeiro        | Fortaleza      | 2017 |
| Copa Brasil          | Sada Cruzeiro        | São Paulo      | 2018 |
| Copa Brasil          | Sada Cruzeiro        | Lages          | 2019 |
| Copa Brasil          | Sada Cruzeiro        | Jaraguá do Sul | 2020 |
| Copa Brasil          | Sada Cruzeiro        | Saquarema      | 2021 |
| Supercopa de Polonia | Jastrzębski Węgiel   | Lublin         | 2022 |
| Copa de Polonia      | Jastrzębski Węgiel   | Cracovia       | 2025 |

#### Copas continentales
| Título                      | Club          | Ciudad         | Año  |
| --------------------------- | ------------- | -------------- | ---- |
| Sudamericano de Clubes      | Sada Cruzeiro | Linares        | 2012 |
| Sudamericano de Clubes      | Sada Cruzeiro | Belo Horizonte | 2014 |
| Sudamericano de Clubes      | Sada Cruzeiro | Taubaté        | 2016 |
| Sudamericano de Clubes      | Sada Cruzeiro | Montes Claros  | 2017 |
| Sudamericano de Clubes      | Sada Cruzeiro | Montes Claros  | 2018 |
| Sudamericano de Clubes      | Sada Cruzeiro | Belo Horizonte | 2019 |
| Sudamericano de Clubes      | Sada Cruzeiro | Contagem       | 2020 |
| Sudamericano de Selecciones | Argentina     | Recife         | 2023 |

#### Copas intercontinentales
| Título            | Club          | Ciudad         | Año  |
| ----------------- | ------------- | -------------- | ---- |
| Mundial de Clubes | Sada Cruzeiro | Betim          | 2013 |
| Mundial de Clubes | Sada Cruzeiro | Betim          | 2015 |
| Mundial de Clubes | Sada Cruzeiro | Belo Horizonte | 2016 |

## Vida privada
Hijo de Rodolfo Manuel Méndez y Filomena Ana Armenti, Marcelo es el segundo de dos hijos. Se crio durante su infancia y casi toda su adolescencia en Villa Martelli, ubicado en la Zona Norte. Luego su familia se mudó al barrio de Belgrano, viviendo así cerca del club que lo vio comenzar en el voleibol, River Plate.
En julio de 1988 contrajo matrimonio con María Livia, quien lo acompaña hasta hoy en día. Con ella tiene dos hijos y una hija: Nicolás Marcelo Méndez, jugador de vóley profesional, quien actúa en el Baniyas de Emiratos Árabes y fue internacional con Argentina; Juan Manuel y Pilar María.